# Elecciones presidenciales de Finlandia de 2024
Las elecciones presidenciales se realizaron en Finlandia el 28 de enero de 2024. Los electores elegirán al Presidente de la República por un período de seis años. Según la constitución, el presidente Sauli Niinistö no era elegible para la reelección, al haber cumplido el máximo de dos mandatos.
Si el nuevo presidente es elegido en primera vuelta al obtener más de la mitad de los votos válidos emitidos, su mandato comenzará el 1 de febrero de 2024. En caso de que la elección pase a segunda vuelta, el mandato comenzará el 1 de marzo de 2024.

## Antecedentes
Las elecciones presidenciales fueron las primeras en Finlandia desde que se unió a la Organización del Tratado del Atlántico Norte (OTAN) en 2023 en respuesta a la invasión rusa de Ucrania, poniendo fin a décadas de neutralidad en política exterior. La decisión fue apoyada por el presidente saliente Sauli Niinistö, cuya posición constitucional también lo convierte en comandante en jefe de las Fuerzas de Defensa finlandesas y le otorga responsabilidad en asuntos de defensa y política exterior. Niinistö, que es el único presidente finlandés que ha sido elegido con mayoría absoluta (62,7 por ciento) en la primera ronda de votación en una elección popular directa durante su reelección en 2018, disfrutó de índices de popularidad de más del 90 por ciento desde 2021. Rechazó los esfuerzos de un movimiento ciudadano para permitirle postularse para un tercer mandato.

## Candidatos
De acuerdo con el primer párrafo de la Sección 54 de la Constitución finlandesa; «El presidente será un ciudadano finlandés nativo».Un candidato puede ser propuesto por un partido político registrado que haya obtenido al menos un representante en el parlamento en las elecciones parlamentarias anteriores, por una asociación de circunscripción que haya reunido al menos 20 000 firmas de votantes con derecho a voto, o por ambas cosas. Todo el país actúa como una sola circunscripción.

### Registrados
De los nueve candidatos confirmados, tres se presentaron oficialmente como candidatos de la asociación de circunscripción, aunque dos también recibieron la nominación de sus respectivos partidos. El resto fueron nominados por un partido político.
| Candidato | Candidato                  | Cargos más importantes                                                                                   | Partido | Partido                            |
| --------- | -------------------------- | --- | ------- | ---------------------------------- |
|           | Mika Aaltola (55 años)     | Director del Instituto Finlandés de Asuntos Internacionales (2019-presente)                              |         | Independiente                      |
|           | Li Andersson (37 años)     | Ministra de Educación (2019-2023) Líder de la Alianza de la Izquierda (2016-presente)                    |         | Alianza de la Izquierda            |
|           | Sari Essayah (59 años)     | Ministra de Agricultura y Silvicultura (2023-presente) Líder de los Demócrata Cristianos (2015-presente) |         | Demócrata Cristianos               |
|           | Pekka Haavisto (66 años)   | Ministro de Relaciones Exteriores (2019-2023)                                                            |         | Independiente (Liga Verde)         |
|           | Jussi Halla-aho (53 años)  | Presidente del Parlamento (2023-presente)                                                                |         | Partido de los Finlandeses         |
|           | Hjallis Harkimo (71 años)  | Líder del Movimiento Ahora (2018-presente)                                                               |         | Movimiento Ahora                   |
|           | Olli Rehn (62 años)        | Presidente del Banco de Finlandia (2018-presente)                                                        |         | Independiente (Partido del Centro) |
|           | Alexander Stubb (56 años)  | Primer ministro de Finlandia (2014-2015)                                                                 |         | Partido Coalición Nacional         |
|           | Jutta Urpilainen (49 años) | Comisaria europea de Asociaciones Internacionales (2019-presente)                                        |         | Partido Socialdemócrata            |

## Debates
| Debates sobre las elecciones presidenciales finlandesas de 2024 | Debates sobre las elecciones presidenciales finlandesas de 2024 | Debates sobre las elecciones presidenciales finlandesas de 2024 | Debates sobre las elecciones presidenciales finlandesas de 2024 | Debates sobre las elecciones presidenciales finlandesas de 2024 | Debates sobre las elecciones presidenciales finlandesas de 2024 | Debates sobre las elecciones presidenciales finlandesas de 2024 | Debates sobre las elecciones presidenciales finlandesas de 2024 | Debates sobre las elecciones presidenciales finlandesas de 2024 | Debates sobre las elecciones presidenciales finlandesas de 2024 | Debates sobre las elecciones presidenciales finlandesas de 2024 | Debates sobre las elecciones presidenciales finlandesas de 2024 | Debates sobre las elecciones presidenciales finlandesas de 2024 |    |    |    |       |
| Fecha                                                           | Organizadores                                                   | Moderadores                                                     | Aaltola                                                         | Andersson                                                       | Essayah                                                         | Haavisto                                                        | Halla-aho                                                       | Harkimo                                                         | Rehn                                                            | Stubb                                                           | Urpilainen                                                      | Referencias                                                     |    |    |    |       |
| --------------------------------------------------------------- | --------------------------------------------------------------- | --------------------------------------------------------------- | --------------------------------------------------------------- | --------------------------------------------------------------- | --------------------------------------------------------------- | --------------------------------------------------------------- | --------------------------------------------------------------- | --------------------------------------------------------------- | --------------------------------------------------------------- | --------------------------------------------------------------- | --------------------------------------------------------------- | --------------------------------------------------------------- | -- | -- | -- | ----- |
| Fecha                                                           | Organizadores                                                   | Moderadores                                                     | 21 de octubre de 2023                                           | Yle                                                             | Annika Damström                                                 | Sí                                                              | Sí                                                              | Sí                                                              | Sí                                                              | Sí                                                              | Sí                                                              | Referencias                                                     | Sí | Sí | Sí | [ 8 ] |
| 14 de diciembre de 2023                                         | MTV3                                                            | Jan Andersson, Jaakko Loikkanen                                 | Sí                                                              | Sí                                                              | Sí                                                              | Sí                                                              | Sí                                                              | Sí                                                              | Sí                                                              | Sí                                                              | Sí                                                              | [ 9 ]                                                           |    |    |    |       |
| 8 de diciembre de 2023                                          | Central Chamber of Commerce                                     | Nina Rahkola                                                    | No                                                              | No                                                              | No                                                              | Sí                                                              | Sí                                                              | No                                                              | Sí                                                              | Sí                                                              | No                                                              | [ 10 ]                                                          |    |    |    |       |
| 28 de noviembre de 2023                                         | Taike ry                                                        | Kaisa Rönkkö, Mitra Matouf                                      | No                                                              | Sí                                                              | Sí                                                              | Sí                                                              | Sí                                                              | Sí                                                              | Sí                                                              | Sí                                                              | No                                                              | [ 11 ] [ 12 ]                                                   |    |    |    |       |
| 20 de noviembre de 2023                                         | MT, MTK ry                                                      | Jouni Kemppainen, Laura Ruohola                                 | Sí                                                              | Sí                                                              | No                                                              | Sí                                                              | Sí                                                              | Sí                                                              | Sí                                                              | Sí                                                              | No                                                              | [ 13 ]                                                          |    |    |    |       |
| 1 de noviembre de 2023                                          | Aalto Management ry                                             | Jonathan Atwood                                                 | Sí                                                              | No                                                              | No                                                              | Sí                                                              | No                                                              | Sí                                                              | Sí                                                              | Sí                                                              | No                                                              | [ 14 ]                                                          |    |    |    |       |
| 11 de octubre de 2023                                           | MTV3                                                            | Jaakko Loikkanen                                                | Sí                                                              | No                                                              | No                                                              | Sí                                                              | No                                                              | No                                                              | No                                                              | Sí                                                              | No                                                              | [ 15 ]                                                          |    |    |    |       |
| 7 de octubre de 2023                                            | Suomen Yrittäjät                                                | Jari Korkki                                                     | Sí                                                              | No                                                              | No                                                              | Sí                                                              | Sí                                                              | No                                                              | Sí                                                              | Sí                                                              | No                                                              | [ 16 ]                                                          |    |    |    |       |
| 18 de septiembre de 2023                                        | City of Kouvola                                                 | Marko Junkkari                                                  | Sí                                                              | No                                                              | No                                                              | Sí                                                              | Sí                                                              | Sí                                                              | Sí                                                              | Sí                                                              | No                                                              | [ 17 ]                                                          |    |    |    |       |
| 16 de agosto de 2023                                            | Talk Helsinki Festival                                          | Tapio Nurminen, Nina Rahkola                                    | Sí                                                              | No                                                              | No                                                              | Sí                                                              | Sí                                                              | No                                                              | Sí                                                              | No                                                              | No                                                              | [ 18 ]                                                          |    |    |    |       |

## Encuestas de opinión
|                |                   |    |     |     |     |     |    |    |    |    |    |     |
| Taloustutkimus | 17–23 Jan 2024    | 3% | 27% | 23% | 18% | 14% | 5% | 7% | 2% | 1% | –  |     |
| Verian         | 17–20 Jan 2024    | 3% | 22% | 20% | 18% | 12% | 5% | 6% | 1% | 1% | –  | 9%  |
| Tietoykkönen   | 9–17 Jan 2024     | 2% | 21% | 22% | 11% | 11% | 4% | 7% | 2% | 1% | –  | 19% |
| Kantar Agri    | 12–17 Jan 2024    | 2% | 24% | 21% | 15% | 12% | 7% | 7% | 2% | 1% | –  | 9%  |
| Verian         | 20–21 Dec 2023    | 4% | 24% | 22% | 13% | 9%  | 5% | 7% | 2% | 1% | –  | 9%  |
| Tietoykkönen   | 5–13 Dec 2023     | 4% | 23% | 22% | 11% | 9%  | 6% | 8% | 1% | 1% | 2% | 13% |
| Kantar Agri    | 15–20 Dec 2023    | 3% | 23% | 23% | 12% | 10% | 6% | 6% | 2% | 1% | –  | 14% |
| Taloustutkimus | 27 Nov–7 Dec 2023 | 4% | 31% | 23% | 10% | 12% | 7% | 5% | 2% | 2% | 2% | –   |
| Tietoykkönen   | 14–23 Nov 2023    | 5% | 21% | 24% | 10% | 9%  | 4% | 6% | ?% | ?% | ?% | ?%  |
| Kantar Public  | 20–21 Nov 2023    | 5% | 24% | 20% | 10% | 10% | 7% | 7% | 2% | 1% | 2% | 11% |

## Desinformación
En los días previos a la votación, algunos partidarios del Partido Finlandés acusaron a la emisora pública Yle de estar sesgada contra Jussi Halla-aho, lo que llevó al CEO de Yle a responder que "Yle no hace campaña en contra ni a favor de nadie". Varios de los rivales de Halla-aho también defendieron a la emisora, con Jutta Urpilainen describiendo las acusaciones como la "tendencia internacional de populistas de derecha que cuestionan las elecciones para su propio beneficio llegando también a Finlandia", y Pekka Haavisto diciendo que no había "signos de interferencia externa a pesar de las preocupaciones al respecto". Dimitri Qvintus, funcionario del Partido Socialdemócrata y portavoz de la ex primera ministra Sanna Marin, dijo que las acusaciones "encajarían perfectamente con el nuevo libro de jugadas del Partido de los Finlandeses" de tratar de promover la duda en los resultados de las elecciones en caso de que Halla-aho pierda las elecciones, y agregó que el gobierno debería haber abordado inmediatamente estas afirmaciones.
Aparecieron carteles falsos en las paradas de tranvía de Helsinki, en los que las imágenes de Jussi Halla-aho fueron alteradas para incluir frases como "Halla-aho fascista" y "Finlandia debe ser un espacio seguro para los nazis". También se exhibió un póster alterado de Haavisto con una cita falsamente atribuida.

## Consecuencias
Tras el resultado de la primera ronda, Alexander Stubb dijo: "En esta etapa hemos obtenido el tipo de resultado por el que podemos estar agradecidos y ser humildes". Pekka Haavisto describió su actuación como "un gran resultado". Jussi Halla-aho dijo que tenía que estar "satisfecho" con el resultado, señalando que había sido "mejor" de lo que esperaba. Fue el mejor resultado electoral presidencial de la historia del partido finlandés. Olli Rehn expresó su agradecimiento a los votantes. Mika Aaltola dijo que estaba contento de que la política exterior y de seguridad estuviera en la agenda electoral, pero dijo que pasaría algún tiempo antes de que "volviera a asumir algo así". Rehn, Sari Essayah y Harry Harkimo se negaron a respaldar a ningún candidato en la segunda vuelta, y Essayah dijo que "los ciudadanos pueden votar según sus preferencias", y Harkimo dijo que tanto Stubb como Haavisto "tienen las mismas opiniones sobre todo".
Tras el resultado de la segunda ronda, Haavisto admitió la derrota ante Stubb y le estrechó la mano públicamente en el Ayuntamiento de Helsinki. En respuesta, Stubb expresó su agradecimiento y orgullo por haber podido "correr" con él. También calificó su victoria como "el mayor honor" de su vida.